# IC 2226
IC 2226 је спирална галаксија у сазвјежђу Рак која се налази на листи објеката дубоког неба у Индекс каталогу.
Деклинација објекта је + 12° 32' 39" а ректасцензија 8h 6m 11,1s. Привидна величина (магнитуда) објекта IC 2226 износи 13,4 а фотографска магнитуда 14,2. IC 2226 је још познат и под ознакама UGC 4220, MCG 2-21-16, CGCG 59-44, NPM1G +12.0144, PGC 22747.